# Oiosalda
Oiosalda is een geslacht van wantsen uit de familie van de Saldidae (Oeverwantsen). Het geslacht werd voor het eerst wetenschappelijk beschreven door Drake & Hoberlandt in 1952.

## Soorten
Het genus is monotypisch en bevat alleen de volgende soort:

- Oiosalda caboti Drake & Hoberlandt, 1952